# Waltheria carpinifolia
Waltheria carpinifolia là một loài thực vật có hoa trong họ Cẩm quỳ. Loài này được Saint-Hilaire miêu tả khoa học đầu tiên.